# Marling (cheval)
Marling (1989-2013) est un cheval de course pur-sang.    

## Carrière de course
Fille de la championne et grande poulinière Marwell, Marling est forcément très attendue pour ses débuts à 2 ans, qui se déroulent du côté de Newmarket. La pouliche, entraînée par Geoff Wragg, ne déçoit pas, s'impose d'emblée, enchaîne avec une victoire dans une Listed puis remporte les Queen Mary Stakes devant Culture Vulture durant le meeting royal d'Ascot. En rejoignant sa mère au palmarès des Cheveley Park Stakes, elle boucle, comme elle, une saison parfaite. Cependant, et bien qu'elle lui ait infligée son unique défaite de la saison lors de leur unique confrontation, elle doit abandonner le titre de 2 ans européenne de l'année à Culture Vulture, qui s'est adjugée coup sur coup le Fillies' Mile et le Prix Marcel Boussac.
À 3 ans, Marling fait sa rentrée directement dans les 1000 Guineas. Celui lui coûte peut-être la victoire, puisqu'elle s'incline d'une tête face à la Française Hatoof. Elle s'impose en revanche dans les Irish 1000 Guineas, puis confirme qu'elle est bien la meilleure pouliche de 3 ans sur le mile en s'adjugeant les Coronation Stakes devançant à nouveau Culture Vulture (qui, elle, est allée gagner la Poule d'Essai des Pouliches à Longchamp, où elle a battu Hatoof). Elle étend même sa domination aux mâles et à ses aînés lorsqu'elle remporte les Sussex Stakes, où elle est la seule pouliche en lice. L'automne est toutefois moins glorieux, Marling paraissant passée de forme : elle manque son départ dans les Queen Elizabeth II Stakes et finit dans le lointain, puis achève sa carrière avec une tentative, a priori hasardeuse, sur le dirt et les 1 800 mètres de la Breeders' Cup Distaff. Après un voyage en avion mouvementé, et malgré une distance et une configuration de course forcément inédite pour elle, elle ne s'en sort pas si mal, terminant à la cinquième place.  

### Résumé de carrière
| Date         | Hippodrome      | Pays        | Course                    | Statut      | Distance    | Jockey          | Place       | Écart       | Vainqueur ou deuxième |
| 1991, 2 ans  | 1991, 2 ans     | 1991, 2 ans | 1991, 2 ans               | 1991, 2 ans | 1991, 2 ans | 1991, 2 ans     | 1991, 2 ans | 1991, 2 ans | 1991, 2 ans           |
| ------------ | --------------- | ----------- | ------------------------- | ----------- | ----------- | --------------- | ----------- | ----------- | --------------------- |
| 3 mai        | Newmarket       | Royaume-Uni | Maiden                    |             | 1 000 m     | Gary Carter     | 1er / 7     | 1 ½         | Twafeaj               |
| 28 mai       | Sandown         | Royaume-Uni | National Stakes           | Listed      | 1 000 m     | Gary Carter     | 1er / 4     | nez         | Miss Bluebird         |
| 19 juin      | Ascot           | Royaume-Uni | Queen Mary Stakes         | Gr. 3       | 1 000 m     | Gary Carter     | 1er / 14    | 1           | Culture Vulture       |
| 2 octobre    | Newmarket       | Royaume-Uni | Cheveley Park Stakes      | Gr. 1       | 1 200 m     | Walter Swinburn | 1er / 9     | 1 ½         | Absurd                |
| 1992, 3 ans  |                 |             |                           |             |             |                 |             |             |                       |
| 30 avril     | Newmarket       | Royaume-Uni | 1000 Guineas              | Gr. 1       | 1 600 m     | Steve Cauthen   | 2e / 14     | tête        | Hatoof                |
| 23 mai       | Curragh         | Irlande     | Irish 1000 Guineas        | Gr. 1       | 1 600 m     | Walter Swinburn | 1er / 9     | 1           | Market Booster        |
| 17 juin      | Ascot           | Royaume-Uni | Coronation Stakes         | Gr. 1       | 1 600 m     | Walter Swinburn | 1er / 7     | 3/4         | Culture Vulture       |
| 29 juillet   | Goodwood        | Royaume-Uni | Sussex Stakes             | Gr. 1       | 1 600 m     | Pat Eddery      | 1er / 8     | tête        | Selkirk               |
| 26 septembre | Ascot           | Royaume-Uni | Queen Elizabeth II Stakes | Gr. 1       | 1 600 m     | Walter Swinburn | 7e / 9      | 17          | Lahib                 |
| 31 octobre   | Gulfstream Park | États-Unis  | Breeders' Cup Distaff     | Gr. 1       | 1 800 m     | Walter Swinburn | 5e / 14     | 6 ¼         | Paseana               |

## Au haras
Contrairement à sa mère et à certaines poulinières de sa remarquable famille Marling n'a connu qu'un réussit modérée dans sa carrière de reproductrice, donnant toutefois Mugharreb (par Gone West), deuxième des Duke of York Stakes (Gr.2). 

## Origines
Cheval de grande naissance, puisqu'il n'est autre que le frère du crack Seattle Slew par Northern Dancer, Lomond fit carrière en Europe où il parvint à s'imposer dans les 2000 Guinées et se classer deuxième des Irish 2000 Guineas avant deux échecs dans le Derby et les Sussex Stakes puis de rentrer au haras. Là, il réussit une honorable carrière, donnant notamment Valanour (Grand Prix de Paris, Prix Ganay) et un vainqueur de St. Leger, Dark Lomond.Issue d'une grande lignée maternelle, Marling est une fille de la championne du sprint Marwell et, à ce titre, la soeur de Caerwent (par Caerleon), vainqueur des Irish National Stakes et de Littlefeather (par Indian Ridge), troisième des Moyglare Stud Stakes.

## Pedigree
| Origines de Marling (IRE), jument baie née en 1989 | Origines de Marling (IRE), jument baie née en 1989 | Origines de Marling (IRE), jument baie née en 1989 | Origines de Marling (IRE), jument baie née en 1989 |
| -------------------------------------------------- | -------------------------------------------------- | -------------------------------------------------- | -------------------------------------------------- |
| Père Lomond 1980                                   | Northern Dancer 1961                               | Nearctic                                           | Nearco                                             |
| Père Lomond 1980                                   | Northern Dancer 1961                               | Nearctic                                           | Lady Angela                                        |
| Père Lomond 1980                                   | Northern Dancer 1961                               | Natalma                                            | Native Dancer                                      |
| Père Lomond 1980                                   | Northern Dancer 1961                               | Natalma                                            | Almahmoud                                          |
| Père Lomond 1980                                   | My Charmer 1969                                    | Poker                                              | Round Table                                        |
| Père Lomond 1980                                   | My Charmer 1969                                    | Poker                                              | Glamour                                            |
| Père Lomond 1980                                   | My Charmer 1969                                    | Fair Charmer                                       | Jet Action                                         |
| Père Lomond 1980                                   | My Charmer 1969                                    | Fair Charmer                                       | Myrtle Charm                                       |
| Mère Marwell 1978                                  | Habitat 1966                                       | Sir Gaylord                                        | Turn-To                                            |
| Mère Marwell 1978                                  | Habitat 1966                                       | Sir Gaylord                                        | Somethingroyal                                     |
| Mère Marwell 1978                                  | Habitat 1966                                       | Little Hut                                         | Occupy                                             |
| Mère Marwell 1978                                  | Habitat 1966                                       | Little Hut                                         | Savage Beauty                                      |
| Mère Marwell 1978                                  | Lady Seymour 1972                                  | Tudor Melody                                       | Tudor Minstrel                                     |
| Mère Marwell 1978                                  | Lady Seymour 1972                                  | Tudor Melody                                       | Matelda                                            |
| Mère Marwell 1978                                  | Lady Seymour 1972                                  | My Game                                            | My Babu                                            |
| Mère Marwell 1978                                  | Lady Seymour 1972                                  | My Game                                            | Flirting (famille 14-c)                            |